# Cyril Akpomedah
Cyril Ojirhevwe Akpomedah-Grant (nacido el 2 de mayo de 1979 en Enghien-les-Bains) es un exjugador de baloncesto francés. Con 2,03 metros de altura jugaba en la posición de ala-pívot. Es internacional absoluto con Francia.

## Trayectoria profesional

### Inicios
Pasó por el centro de formación del Cholet Basket, donde estuvo desde 1997 hasta 1999, consiguiendo el título de campeón de Francia juvenil en 1997 y la Copa de baloncesto de Francia en 1998 y 1999.

### ESPE Basket Châlons-en-Champagne
Posteriormente fichó por el ESPE Basket Châlons-en-Champagne, club en el que estuvo desde 1999 hasta 2003, demostrando su capacidad de rebotear y de taponar. Jugó en la Pro A en la 1999-2000 y las siguientes tres temporadas, jugó en la Pro B.

### Cholet Basket
En 2003 volvió al club en el que se formó, el Cholet Basket, donde estuvo dos temporadas. Fue seleccionado para el All-Star Game de la LNB en 2004. Jugó 66 partidos de liga entre las dos temporadas que estuvo en Cholet, promediando 11,5 puntos, 5,4 rebotes y 1,5 asistencias en 27,5 min de juego. En 2 partidos de play-offs que jugó, promedió 12,5 puntos, 9,5 rebotes y 1,5 asistencias en 37 min de juego.

### Paso por Bélgica y Bosnia
En el verano de 2005, el Spirou Charleroi belga se fijó en él y le firmó un contrato por dos años, siendo subcampeón de la Copa Belga en 2006. No cumplió los dos años de contrato que tenía, acabando la temporada 2006-2007 en el HKK Široki bosnio, donde fue campeón de la Liga de baloncesto de Bosnia y Herzegovina.

### Paris-Levallois
En la temporada 2007-2008 regresó a Francia para jugar en las filas del Paris-Levallois Basket, donde volvió a ser seleccionado para el All-Star Game de la LNB. Jugó 29 partidos de liga con los parisinos, promediando 9,1 puntos, 5 rebotes y 1,1 asistencias en 25 min de juego.

### BCM Gravelines
En 2008 fichó por el BCM Gravelines, club en el que se convirtió en toda una institución al estar seis años, hasta 2014, siendo el capitán del equipo desde 2010. Fue el Máximo Taponador de la Pro A en 2011 y ganó la Leaders Cup en 2011 y 2013. También fue seleccionado por tercera y cuarta vez para disputar el All Star Game de la LNB, en 2009 y 2010 respectivamente. 
Con el conjunto marítimo ha disputado un total de 173 partidos de liga, promediando 8 puntos, 5 rebotes y 1,2 tapones en 28,5 min de juego repartido entre las seis temporadas. Los cinco primeros años jugó los play-offs, disputando un total de 17 partidos con una media de 10 puntos, 4,4 rebotes y 1,1 tapones en 33,4 min de juego.
En la Eurochallenge 2012-2013 jugó 14 partidos, promediando 5,2 puntos, 4,1 rebotes y 1,2 tapones en 21,6 min de media. Disputó la Eurocup 2011-12 y la Eurocup 2013-14, jugando un total de 26 partidos entre las dos, promediando 6,1 puntos, 3,4 rebotes y 1 tapón en 21,7 min de juego.

### AS Mónaco
En el verano de 2014 fichó por el AS Mónaco Basket de la segunda división, la Pro B, club con el que ha conseguido el ascenso a la máxima categoría y el título de segunda división. En su primera temporada en Mónaco ha promediado 6,7 puntos, 5,7 rebotes y 1 tapón en 34 partidos jugados.

## Selección nacional
Debutó con la Selección de baloncesto de Francia en 2005 jugando un partido amistoso, donde anotó 3 puntos.